# أحمد رائف (لواء)
اللواء أحمد رائف (القرن 19 - القرن 20) هو قائد قوات الشرطة المصرية في معركة الإسماعيلية في 25 يناير 1952،عمل مأمورا لمركز شبين القناطر بالقليوبية في نهاية الثلاثينيات وبداية الاربعينيات من القرن الماضي وكان صديقاً لوالد الكاتب أحمد رائف الذي سمي على اسمه.